# Ognon (affluent de l'Aude)
Pour les articles homonymes, voir Ognon (homonymie).
L'Ognon est une  rivière du sud de la France qui coule dans les départements de l'Aude et l'Hérault en région Occitanie, et un affluent droit de l'Aude.

## Géographie
L'Ognon, rivière du Minervois, prend sa source sur la commune de Cassagnoles dans l'Hérault et se jette dans l'Aude, département de l'Aude.

## Hydrographie
Après avoir traversé les communes d'Olonzac et de Homps, la rivière finit sa course sur la commune de Tourouzelle où elle se jette dans l'Aude en rive droite.
La longueur de son cours d'eau est de 23,2 km.
L'Ognon n'est pas navigable.

### Communes traversées
L'Ognon traverse huit communes :
- Dans le département de l'Hérault : Cassagnoles, Félines-Minervois, La Livinière, Siran, Olonzac ;
- Dans le département de l'Aude : Pépieux, Homps, Tourouzelle[1].

## Affluents
L'Ognon a onze tronçons affluents contributeurs référencés dont :
- le Ruisseau des Graves : 2,2 km
- le Ruisseau de Saint-Peyre  : 2,8 km
- le Ruisseau des Marges : 2,4 km
- le Ruisseau du Fond de Causse : 3,8 km
- le Ruisseau des Merlaux : 4,7 km
- le Ruisseau des Mourgues : 3,9 km
- le Ruisseau des Pontels : 2,2 km
- le Ruisseau de Landrogoul : 7 km
- le Ruisseau de  la Combe : 4,8 km
- le Béal : 2 km
- L'Espène : 13,6 km

## Aménagements et écologie
Écluse de l'Ognon et pont-canal de l'Ognon sur le canal du midi.